# Đồng berili

Đồng beryli cũng được biết đến như là beryli đồng, hay BeCu, là một hợp kim của đồng và 0,5 đến 3% beryli, và đôi khi có thêm một số ít các nguyên tố khác.

## Đặc tính
Beryli đồng là một hợp kim có tính dẻo, tính hàn, và là hợp kim dễ gia công. Nó có khả năng kháng lại sự ăn mòn của một vài axít (ví dụ, axít clohiđric, hoặc carbonic axít), sử dụng để phân huỷ sản phẩm nhựa, để bọc cho các sản phẩm để chống mài mòn. Hơn nữa, nó có thể được xử lý nhiệt để nâng cao độ bền, và tính điện (dẫn điện).
Đồng beryli là vật liệu độc hại. Ở trạng thái rắn, cũng như đã là sản phẩm hoàn thành, beryli đồng không có hại hay đặc biệt nguy hiểm cho sức khoẻ. Tuy nhiên, bụi khói của nó, trong khi hàn có thể gây ra thiệt hại nghiêm trọng cho phổi. Đồng beryli được biết có thể gây ung thư phổi cho con người khi hít phải chúng. Chính vì vậy, đồng beryli đôi khi được thay thế bằng hợp kim đồng an toàn hơn như Cư-Ni-Sn.